# Veza Canetti
Veza Canetti (születési neve: Venetiana Taubner-Calderon) (Bécs, 1897. november 21. – London,  1963. május 1.) osztrák írónő. Az Irodalmi Nobel-díjjal kitüntetett Elias Canetti házastársa volt.

## Élete
Édesanyja Zimonyból Bécsbe áttelepült szefárdok leszármazottja, kereskedő édesapja magyar zsidó családból származott. Veza testi fogyatékossággal született, bal alsó karja hiányzott. Az érettségi vizsga után autodidakta módon képezte magát. Az Angliában élő rokonainál tett gyakori látogatásai alatt tökéletesítette angol nyelvtudását. Bécsben magánórákat adott angol társalgásból, tanítványa volt többek között Ernst Fischer is.
A harmincas években kezdődött irodalmi karrierje. A Geduld bringt Rosen elbeszélése Veza Magd álnév alatt bekerült a Dreißig neue Erzähler des neuen Deutschland. Junge deutsche Prosa antológiába, és 1932-ben jelent meg a Malik-Verlag gondozásában. A Wiener Arbeiter-Zeitung is közölte írásait. 1933-ban az újság irodalmi pályázatán, a legjobb elbeszélés kategóriában, második helyezést ért el az Ein kind rollt Geld novellájával, amit szintén álnéven írt. Az első díjat nem adták ki. A későbbiekben további elbeszéléseit is közölte az Arbeiter-Zeitung. Ezek később a Die Gelbe Strasse című regényben jelentek meg. 
Az Osztrák Szociáldemokrata Munkáspártot 1934-ben betiltották, és mivel Veza meggyőződéses szocialistának vallotta magát, publikálási lehetőségei Ausztriában teljesen beszűkültek. 1934-ben a Wieland Herzfeld (a Malik-Verlag tulajdonosa) által Prágában kiadott Neue Deutsche Blätterben jelent meg a Drei Helden und eine Frau. Valószínűleg ez volt az utolsó publikációja.
Modern, társadalombíráló írásaiban a korszak jeleit, megnyilvánulásait elemezte. Ödön von Horváthhoz hasonlóan egészen pontosan ábrázolta a polgári társadalmat, működési módjait, hatalmi mechanizmusát, és nyomon követte a kispolgárok felemelkedési vágyát egészen a fasizálódás határáig. Ebben a társadalmi rétegben már sok minden készen állt arra, hogy a kispolgárok a barnaingesek vonzáskörébe kerüljenek.
1934-ben kötött házasságot a nyolc évvel fiatalabb Elias Canettivel, akit Karl Kraus előadásain ismert meg. 1939-ben először Párizsba, majd Londonba emigráltak. A Schildkröten regénye számára bár talált kiadót Londonban, a háború kitörése meghiúsította a tervet. Később sem sikerült írásainak kiadatása Angliában. A menekültstátusz miatt Veza csak kereskedelmi levelezéssel, nyelvórákkal biztosíthatta kettejük szűkös megélhetését. Később a Hutchinson kiadónál volt lektor, fordítást vállalt német nyelvre, és férje levelezésével foglalkozott, aki a Tömeg és hatalom hatalmas művén dolgozott 20 éven keresztül. Veza férje árnyékába szorult, szenvedett hűtlenségétől, de tovább írt. Amikor 1956-ban a kiadó elutasította egy regényét, elkeseredésében számos kéziratát megsemmisítette.
Veza Canetti a legjelentősebb osztrák írók közé tartozik, de sokáig feledésbe merült, mert az emigrációban nem volt lehetősége írásainak kiadására. A kilencvenes évek eleje óta újra jelen van az irodalmi köztudatban. Posztumusz adták ki novelláit és regényeit, az irodalomkritika túlnyomórészt pozitívan reagált, és értetlenül áll Elias Canetti hosszú hallgatása előtt. Nagyon is feltételezhető, hogy a Nobel-díjas írónak köze volt ahhoz, hogy felesége irodalmi tevékenysége ismeretlen maradt.

## Emlékezete
- Emléktáblát avattak egykori lakóházán 2013-ban
- Bécs városa 2014-ben irodalmi díjat alapított, a Veza Canetti-díjat

## Írásai
- Die gelbe Straße (1990)
  - Der Oger (1991)
  - Geduld bringt Rosen (1992)
  - Die Schildkröten (1999)
  - Der Fund (2001)
- Veza und Elias Canetti: Briefe an Georges (Canetti)

## Kapcsolódó szócikk
- Elias Canetti